# Tension Attention
Albums de Daniel Lavoie
Aigre-doux, how are you?
(1981) 10 sur 10
(1984)
Singles
1. Tension Attention
Sortie : novembre 1983
2. Roule ta boule
Sortie : mars 1984
3. Ils s'aiment
Sortie : août 1984
4. Fouquet's
Sortie : février 1985
5. Ravi de te revoir
Sortie : 1985

Tension Attention est le sixième album studio du chanteur canadien Daniel Lavoie paru en 1983.

## Historique
Révélé avec l'album Nirvana Bleu en 1979, Daniel Lavoie investit quinze mois d'écriture et un budget considérable pour cet album. Le son de cet album se distingue de ses albums précédents, en mettant de l'avant les synthétiseurs et les boîtes à rythme. C'est avec cet album qu'il va connaître ses plus grands succès public tels que Tension, attention et Roule ta boule, mais surtout Ils s'aiment (repris en anglais par l'artiste sous le titre Ridiculous Love en 1986), qui sera numéro un au Québec, en plus de connaître un énorme succès notamment en France.
L'album s'est vendu à 62 200 exemplaires en France et est certifié disque de platine au Canada en 1988 pour 100 000 exemplaires vendus, trois ans après une certification en or.

## Liste des chansons
| No | Titre                 | Durée |
| -- | --------------------- | ----- |
| 1. | Tension, attention    | 4:10) |
| 2. | Ils s'aiment          | 4:23  |
| 3. | Qui va là?            | 4:29  |
| 4. | Fouquet's             | 4:04  |
| 5. | Roule ta boule        | 4:57  |
| 6. | Ravi de te revoir     | 5:17  |
| 7. | Le métro n'attend pas | 3:30  |
| 8. | Hôtel                 | 4:39  |
| 9. | Photo mystère         | 3:01  |

## Crédits
- Daniel Lavoie : piano, synthétiseurs
- Daniel DeShaime : synthétiseurs, batterie : programmation du Lynn Drum
- Robert Stanley : guitares
- Pierre Hébert : basse
- André Lambert : saxophones
- Production : John Eden
- Réalisation : John Eden, Daniel DeShaime
- Arrangements : Daniel DeShaime, Daniel Lavoie
- Enregistrements et mixage : Bruce Edwards au Studio PSM à Québec
- Pochette : Graphème Communication Design
- Photos : François Brunelle

## Singles extraits
Québec
- novembre 1983 : Tension attention
- mars 1984 : Roule ta boule / Photo mystère
- août 1984 : Ils s'aiment / Le Métro n'attend pas (Québec: #1)[5]
- février 1985 :  Fouquet's / inst.
- 1985 : Ravi de te revoir / inst.

 France
- 1984 : Ils s'aiment / Hôtel ([9]:  #2)
- 1984 : Tension attention / Fouquet's
- 1985 : Tension attention (nouvelle version) / Ravi de te revoir

## Distinctions
- 1984 : Félix de la chanson de l'année (Tension, attention)
- 1984 : Félix de l'interprète masculin de l'année
- 1984 : Félix de l'album (auteur-compositeur-interprète)